# 安祖·維姬
安潔·薇姬（英語：Angel Wicky，1991年4月8日—），捷克女性色情演員及成人模特兒。

## 簡歷
安祖·維姬於2009年開始擔任色情演員及成人模特兒，原因是希望能夠發展個人色情產業；其罩杯級數在15歲時已升至 DD（E），而藝名「Angel Wicky」取自「智天使外表 + 潛藏不露如魔鬼般的身材」與「Viky（另選洋名） + wicked（邪惡）」之意。2014年，她曾任《花花公子（捷克）》雜誌玩伴女郎，翌年被捷克門戶網站「Super.cz」指出曾接受矽膠隆胸手術，胸部並非渾然天成。她事後透過其他訪問反駁只因健康問題令體重起伏不定，脂肪長期積聚於雙乳才引致這個假象，更提供多張照片辟謠。
2017年2月，安祖·維姬建立個人色情收費網站，2018年首次入選《XBIZ獎》和獲提名「年度外籍女演員獎」，現時主要來往布拉格、美國工作。

## 演出作品

### 電視節目
- 2015年：《Show Jana Krause》 - 3月11日嘉賓[10]

## 曾獲獎項與提名
| 年份   | 獎項                                                      | 結果 |
| 2019年 | XBIZ獎2019「年度外籍女演員獎」                            | 提名 |
| 2019年 | XBIZ歐洲獎2019「年度最佳女演員獎」 （页面存档备份，存于） | 提名 |

## 外部連結
- 安祖·維姬的X（前Twitter）（英文）
- 安祖·維姬的Instagram帳戶（英文）
- 安祖·維姬的Facebook專頁（英文）
- Angel Wicky在互联网电影资料库（IMDb）上的資料（英文）

※ 以下是18禁網頁：
- 成人電影資料庫上安祖·維姬的资料（英文）
- Angel Wicky - iafd.com （页面存档备份，存于）（英文）